# Підгорний Анатолій Миколайович
Анатолій Миколайович Підгорний (5 квітня 1932, с. Андрушівка, Житомирська область, УРСР — 24 січня 1996, м. Київ, Україна) — український вчений у галузі енергетичного машинобудування, дійсний член (академік) НАН України (з 14 квітня 1995 року).

## Біографія
Народився 5 квітня 1932 року на Житомирщині, в районному центрі Андрушівці, у сім'ї інженера цукрового заводу Миколи Вікторовича Підгорного, згодом відомого політичного діяча СРСР.
У 1956 р. закінчив Харківський політехнічний інститут, отримавши кваліфікацію інженера-механіка за фахом «динаміка і міцність машин, приладів та апаратури».
У 1956—1958 рр. працював інженером у ЦДБК Харківського турбінного заводу імені С. М. Кірова.
У 1959—1962 рр. навчався в аспірантурі Харківського політехнічного інституту за фахом «динаміка та міцність машин» під науковим керівництвом А. П. Філіппова. Потім 10 років викладав тут на кафедрі динаміки та міцності. Працюючи над дисертацією у проблемній лабораторії кафедри, він очолював роботи зі створення першої в Україні унікальної розгінної установки ВРД-500 для дослідження несучої здатності моделей дисків і роторів турбомашин в умовах високих температур і великих обертів. Створив ефективний метод розв'язання на ЕОМ просторової задачі теорії повзучості для товстостінного обертового циліндра скінченної довжини, який працює в області високих температур, і в 1964 р. захистив кандидатську дисертацію. Отримані ним результати одразу знайшли застосування в інженерній практиці.
Продовживши розпочаті дослідження напруженого стану тіл обертання скінченних розмірів за умов повзучості, у 1971 р. успішно захистив докторську дисертацію. Того ж року він на запрошення свого вчителя А. П. Філіппова перейшов на постійну роботу до Академії наук України, очоливши харківську філію Інституту технічної теплофізики (ІТТФ) АН УРСР і створений ним відділ термопотужності та повзучості.
Підгорний поставив перед собою завдання створити у Харкові на базі філії самостійний академічний інститут машинобудівного профілю, головним напрямом наукової діяльності якого мав стати розвиток методів і засобів проектування в машинобудуванні на основі сучасних досягнень у галузі математики, кібернетики та обчислювальної техніки. Ця ідея знайшла підтримку в усіх інстанціях (від АН УРСР і АН СРСР до Державного комітету науки і техніки при Раді Міністрів СРСР). У травні 1972 р. на базі харківської філії ІТТФ було створено Інститут проблем машинобудування Академії наук України, директором якого став  Підгорний.
Вже у 1972 році в інституті було організоване дослідне виробництво, а згодом — спеціальне конструкторсько-технологічне бюро, що дало змогу налагодити чіткий ланцюжок від фундаментальних досліджень через прикладні конструкторські розробки до створення нових технологій та їх упровадження у життя. Результати цієї діяльності сприяли зміцненню авторитету, популярності та впливу інституту, що позитивно позначилось на обсягах його фінансування. Однак, розпочате у 1976 році спорудження головного корпусу Інституту було завершене лише 1983 року.
Інститут став провідним в СРСР з досліджень, пов'язаних із застосуванням водню в енергетиці, на транспорті, в інтересах оборони країни та в інших галузях народного господарства; з програми, яка передбачала створення і впровадження енергоакумулюючих речовин, включаючи гідриди, та розробку способів їх застосування з метою забезпечення малотоксичної і нетоксичної роботи двигунів та енергоустановок; з вирішення проблеми вібраційної надійності, розширення паливно-енергетичних ресурсів і розвитку екологічно чистих технологій, використання нетрадиційних ресурсів, енергії Сонця та вітру, комплексної переробки вугілля та його підземної газифікації, розвивку методів і засобів неруйнівного контролю за конструкціями. Оригінальні роботи були виконані Інститутом для оборонної та космічної галузей — під шифрами «Умение», «Ядро», «Ольха», «Фермопостроитель» тощо..
Під ерівництвом Підгорного, зокрема, здійснювались дослідження найвідповідальніших елементів конструкцій енергетичних машин, які працюють в екстремальних умовах з метою підвищити їх міцність, роботоздатність і водночас знизити металоємність. Вченим та його учнями створено нові методи розрахунку суцільнокованих, зварних роторів турбін, фланцевих з'єднань, дисків, корпусних деталей та інших конструктивних елементів парових і газових турбін, а також елементів атомних реакторів, що знайшли широке застосування на провідних турбобудівних підприємствах країни.
За цикл робіт у галузі міцності енергетичних машин і впровадження їх у практику турбобудування у 1984 році був удостоєний Державної премії УРСР у галузі науки і техніки.
Ініціював створення галузевих лабораторій подвійного підпорядкування, внутрішньоінститутські комплексні довгострокові програми із сітьовим графіком їх виконання, наскрізне планування робіт у ланцюгу «інститут —конструкторське бюро—виробництво» тощо.
У 1990 р. узяв участь у заснуванні Інженерної академії СРСР. У 1991 році його зусиллями було створене Українське республіканське відділення цієї інституції. Згодом воно перетворилося на Інженерну академію України, а Підгорний став її першим президентом.
У 1995 р. його обрали дійсним членом Національної академії наук України за фахом «енергетичне машинобудування». За заслуги у розвитку науки і підготовці кадрів у 1984 р. він був нагороджений орденом Дружби народів, а в 1992 р. одержав почесне звання Заслуженого діяча науки і техніки України.
Помер внаслідок тяжкої хвороби 24 січня 1996 р.

## Здобутки і пам'ять

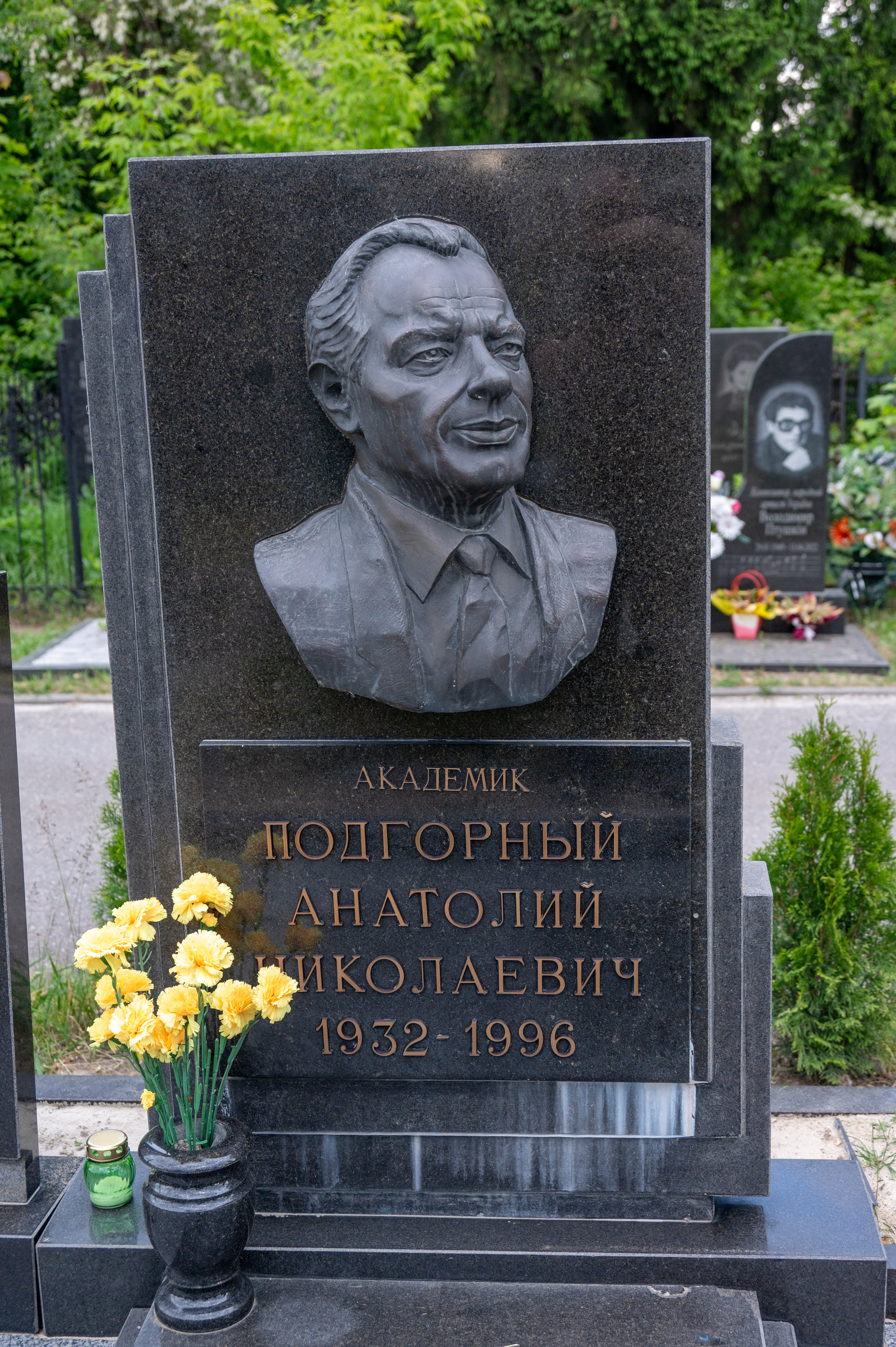
Могила Анатолія Підгорного

Вчений збагатив науку видатними дослідженнями з проблем традиційної та водневої енергетики, а також у багатьох суміжних галузях машинобудування. Ним опубліковано понад 300 наукових праць, у тому числі 10 монографій.
Нині Інститут проблем машинобудування Національної академії наук України носить ім'я свого засновника — А. М. Підгорного.
В 2015 р. на честь Підгорного в Харкові було перейменовано вулицю Пархоменка.